# Ascololepidopterigidae
Ascololepidopterix, Ascololepidopterix multinerve
Famille
Genre
Espèce
Les Ascololepidopterigidae sont une famille fossile d'insectes lépidoptères. L'espèce Ascololepidopterix multinerve est la seule du genre fossile Ascololepidopterix.

## Classification
La famille des Ascololepidopterigidae, le genre Ascololepidopterix et l'espèce Ascololepidopterix multinerve sont décrits en 2013 par les paléontologues et entomologistes chinois et américains Wei-Ting Zhang (d), Chung-Kun Shih (d), Conrad Christopher Labandeira (d) et Dong Ren (d),,,.

### Fossiles
Selon Paleobiology Database en 2023, il n'y a qu'une seule collection de fossiles, qui est du Jurassique de Chine, « Daohugou (CNU 2012 collection) ».
Ceci atteste la présence de cette famille du Callovien du Jurassique moyen à l'Oxfordien du Jurassique supérieur, ou soit encore de 166,1 à 157,3 Ma avant notre ère.
Par contre cette collections composite représente trois espèces, Ascololepidopterix multinerve, Pegolepidopteron latiala Zhang et al., 2013 et Trionolepidopteron admarginis Zhang et al., 2013.

## Description

### Liste des genres de la famille des Ascololepidopterigidae
- †Ascololepidopterix Zhang et al., 2013
- †Pegolepidopteron Zhang et al., 2013
- †Trionolepidopteron Zhang et al., 2013

### Publication originale
- [2013] (en) W. T. Zhang, C. K. Shih, C. C. Labandeira et D. Ren, « Taxonomic names, in New fossil Lepidoptera (Insecta: Amphiesmenoptera) from the Middle Jurassic Jiulongshan Formation of northeastern China », PLoS One, vol. 8, no 11,‎ 2013, e79500 (lire en ligne).